# 抱鸡竹
抱鸡竹（学名：Yushania punctulata）为禾本科玉山竹属下的一个种。

## 扩展阅读
- 維基物種上的相關：抱鸡竹